# Alfredo Quintana
Alfredo Ecuardo Quintana Bravo (født 20. marts 1988 i Havana, Cuba, død 26. februar 2021 i Porto, Portugal) var en cubansk/portugisisk håndboldspiller, som spillede i FC Porto og på Portugals herrehåndboldlandshold.
Han deltog ved EM i håndbold 2020 i Sverige/Østrig/Norge og VM I Håndbold 2021 i Egypten.
Den 22. februar 2021 faldt Alfredo Quintana pludseligt om med et hjertestop i forbindelse med håndboldtræning i sin klub FC Porto. Han blev indlagt på det lokale hospital i Porto, Hospital de São João, men efter fire dages indlæggelse i kunstig koma, hvor man forsøgte at genoplive ham, blev han erklæret død den 26. februar 2021.